# Caraparí (plaats)
Caraparí is een kleine stad in het departement Tarija, Bolivia. Het is de hoofdplaats van de gelijknamige gemeente, gelegen in de Gran Chaco provincie. 
Bij de census van 2012 was ze naar aantal inwoners de 120ste stad van Bolivia.

## Bevolking
| Jaar | Populatie |
| ---- | --------- |
| 1992 | 490       |
| 2001 | 1.074     |
| 2012 | 3.549     |